# Tu novia está loca
Pour plus de détails, voir Fiche technique et Distribution.
Tu novia está loca est un film espagnol réalisé par Enrique Urbizu, sorti en 1988.

## Fiche technique
- Titre : Tu novia está loca
- Réalisation : Enrique Urbizu
- Scénario : Luis Marías
- Pays d'origine : Espagne
- Genre : comédie
- Date de sortie : 1988

## Distribution
- Antonio Resines : Mikel
- Ana Gracia : Amaia
- Marisa Paredes : Adela
- Santiago Ramos : Juan Vergara
- Guillermo Montesinos : Richi
- El Gran Wyoming : Iñaki Urquijo
- Álex Angulo : Yuste
- Pepo Oliva : Paquito
- María Barranco : Nati
- Germán Cobos : Père d'Amaia